# Клан Кровлі

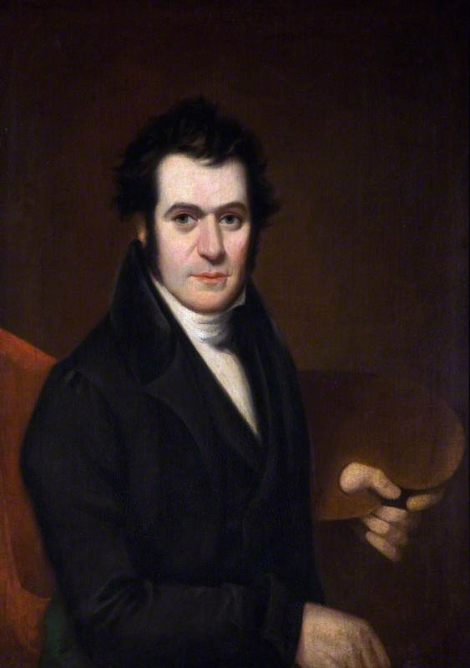
Ніколас Джозеф Кровлі. Автопортрет. 1854 р.

Клан Кровлі (ірл. — Clan Crowley, Clann O Cruadhlaoich, Clann Ua Cruadhlaoich) — клан О'Круадлойх, клан Ва Круадлойх, клан О'Круалах — один із ірландських кланів. Назва клану походить від ірландського Ua Cruadhlaoich — «онуки жорстокого героя», «нащадки витривалого воїна». Кровлі — англоїзована назва клану. Англійський варіант назви клану можна перекласти як «дерево крука (ворона)».

## Історія клану Кровлі
У давні часи клан Кровлі служив Дермоду МакКарті (ірл. — Dermod McCarthy) в замку Бларні (ірл. — Blarney Castle). Клан Кровлі виправдовував свою назву О'Круадлойх — «нащадки витривалого воїна» — клан славився своїми воїнами. У 1602 році клан Кровлі брав участь у битві з англійцями під Кінсейл. В ті часи королева Англії Єлизавета І послала графа Томонда подавити повстання ірландців за незалежність. У той час йшла в Ірландії велика війна — так зване «Дев'ятирічна війна». Лорд Кер'ю (англ. — Lord Carew) писав графу Томонду, що найбільшу небезпеку для нього являють Дермонд МакКарті та клан О'Кровлі. І потрібно знищити їх в першу чергу. Наступні 40 років, після остаточного завоювання англійцями Ірландії, англійська влада конфіскувала більшість земель клану Кровлі, зокрема землі Дунманвей (ірл. — Dunmanway). Серед конфіскованих земель був і замок Ахакера (ірл. — Ahakeera) та землі навколо нього. Руїни цього замку збереглися до сьогодні.
Клан Кровлі як окремий клан виник з септи клану МакДермот Мойлург (ірл. — MacDermots Moylurg), що володів землями у нинішньому графстві Роскоммон. Предком клану Кровні був Діармуйд Круадлаох, від кого клан і отримав свою назву. Це септа, а потім клан оселилась в Дунманвей (ірл. — Dunmanway), нинішнє графство Корк. Клан мав свою династію вождів клану, яка мала свою резиденцію в замку Кілшалоу (ірл. — Kilshallow). Багато чоловіків клану Кровлі були професійними воїнами. Велика частина земель клану Кровлі була конфіскована Річардом Бойлом (англ. — Richard Boyle) — І графом Корк. Більшість людей з прізвищами Кровлі та О'Кровлі і досі проживають в графстві Корк.
Діармуйд Круадлаох, він якого клан бере свою назву, жив в ХІ столітті, був людиною з клану МакДермот Мойлург з королівства Коннахт. Діармуйд Круадлаох був сином Конхобара сина Діармуйда, сина Мак Діармуйда Руадаха (ірл. — Mac Diarmuida Ruaidh), він же: МакДермотт Роу (ірл. — MacDermott Roe).
Через деякий час у ХІІІ столітті нащадки Діармуйда Круадлаоха мігрували з Коннахта в Манстер, в Корк, де вони оселилися на північ від річки Бандон (ірл. — Bandon) в нинішньому баронстві Східне Кабері (ірл. — Carbery). Місцева історична традиція та перекази свідчать, що вони придбали свою землю, одружившись з дочкою вождя клану Куглан (ірл. — Coughlan), який вони потім витіснили.
Гілка клану Кровлі, яка лишилася жити в Коннахті, потім занепала, а гілка з Корка процвітала і множилась. Внаслідок того, що клан Кровлі чинив запеклий опір англійським загарбникам, землі клану були конфісковані у XVII столітті.

## Видатні та відомі люди клану Кровлі
- Ніколас Джозеф Кровлі (ірл. — Nicholas Joseph Crowley) (1819—1857) — видатний художник, портретист.
- Євген Кровлі (ірл. — Eugene Crowley) (1926—2009) — з графства Корк. Був комісаром Гарда Стохана (ірл. — Gárda Stochána) у 1988—1991 роках.
- Боб Кровлі (нар. 1955) — з графства Корк. Видатний режисер. Працює в Національному театрі Ірландії та в Королівському Шекспірівському театрі Великої Британії.
- Аластейр Кровлі (ірл. — Aleister Crowley) — англійський окуліст.
- Амброус Кровлі (ірл. — Ambrose Crowley) — англійський промисловець XVI—XVII століття.
- Бріан Лі Кровлі (ірл. — Brian Lee Crowley) — канадський політик.
- Кенді Кровлі (ірл. — Candy Crowley) — журналістка.
- Керрі Кровлі (ірл. — Carrie Crowley) — ірландська актриса.
- Клів Кровлі (ірл. — Clive Crowley) — австралійський військовий.
- Флор Кровлі (ірл. — Flor Crowley) — депутат Техта Дала (ірл. — Teachta Dala) від Західного Корку.
- Френціс Кровлі (ірл. — Francis Crowley) — американський злочинець.
- Френк Кровлі (ірл. — Frank Crowley) — депутат Техта Дала (ірл. — Teachta Dala) від Північно-західного Корку.

## Мистецькі та літературні містифікації щодо клану Кровлі
- Ентоні Кровлі (ірл. — Anthony Crowley) — вигаданий демон в романі «Хороші ознаки» (англ. — Good Omens), культовий персонаж серед шанувальників.
- Батько Кровлі (ірл. — Father Crowley) — вигаданий католицький священик з фільму «Відчайдушні домогосподарки».
- Френ Кровлі (ірл. — Fran Crowley) — персонаж в сімейної телевізійної комедії.
- Террі Кровлі (ірл. — Terry Crowley) — персонаж в телевізійної драми «Щит».
- Віктор Кровлі (ірл. — Victor Crowley) — деформовані хлопчик, що повертається з мертвих, щоб вбивати людей — персонаж фільму «Сокира» (2007).
- Кроулі — лідер корпусу Рятувальників корпусу в книжковій серії Рейнжера Джон Фленагана.